# Sista Skriket
Sista skriket è un film per la televisione diretto da Ingmar Bergman, basato sul lavoro teatrale omonimo dello stesso Bergman, del 1993..